# Arboucave
Arboucave ist eine französische Gemeinde mit 214 Einwohnern (Stand: 1. Januar 2022) im Département Landes in der Region Nouvelle-Aquitaine. Sie gehört zum Arrondissement Mont-de-Marsan und zum Kanton Chalosse Tursan.

## Geographie
Die Gemeinde Arboucave liegt in der Landschaft Chalosse am Fluss Gabas, etwa 50 Kilometer ostsüdöstlich von Dax. Der Fluss Louts bildet im Südwesten die Grenze zum Département Pyrénées-Atlantiques. Umgeben wird Arboucave von den Nachbargemeinden Samadet im Nordwesten und Norden, Urgons im Norden, Payros-Cazautets im Nordosten und Osten, Lacajunte im Südosten und Süden, Malaussanne im Süden und Südwesten sowie Mant im Westen.

## Bevölkerungsentwicklung
| Jahr                       | 1962 | 1968 | 1975 | 1982 | 1990 | 1999 | 2006 | 2012 | 2021 |
| -------------------------- | ---- | ---- | ---- | ---- | ---- | ---- | ---- | ---- | ---- |
| Einwohner                  | 260  | 220  | 205  | 204  | 202  | 194  | 193  | 202  | 208  |
| Quellen: Cassini und INSEE |      |      |      |      |      |      |      |      |      |

## Sehenswürdigkeiten

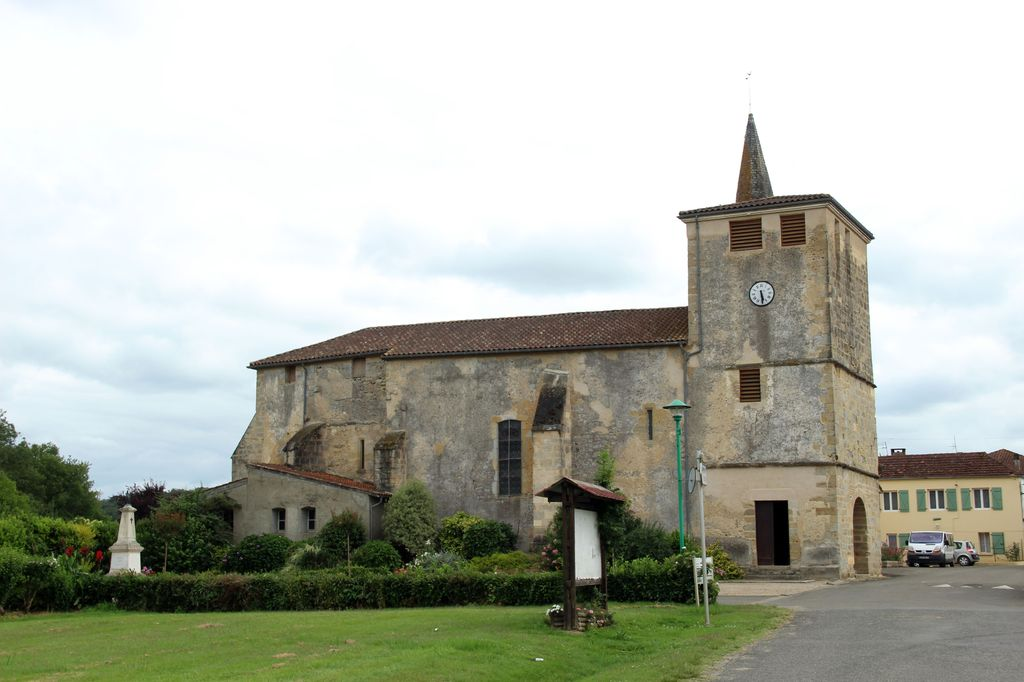
Kirche Saint-Germain
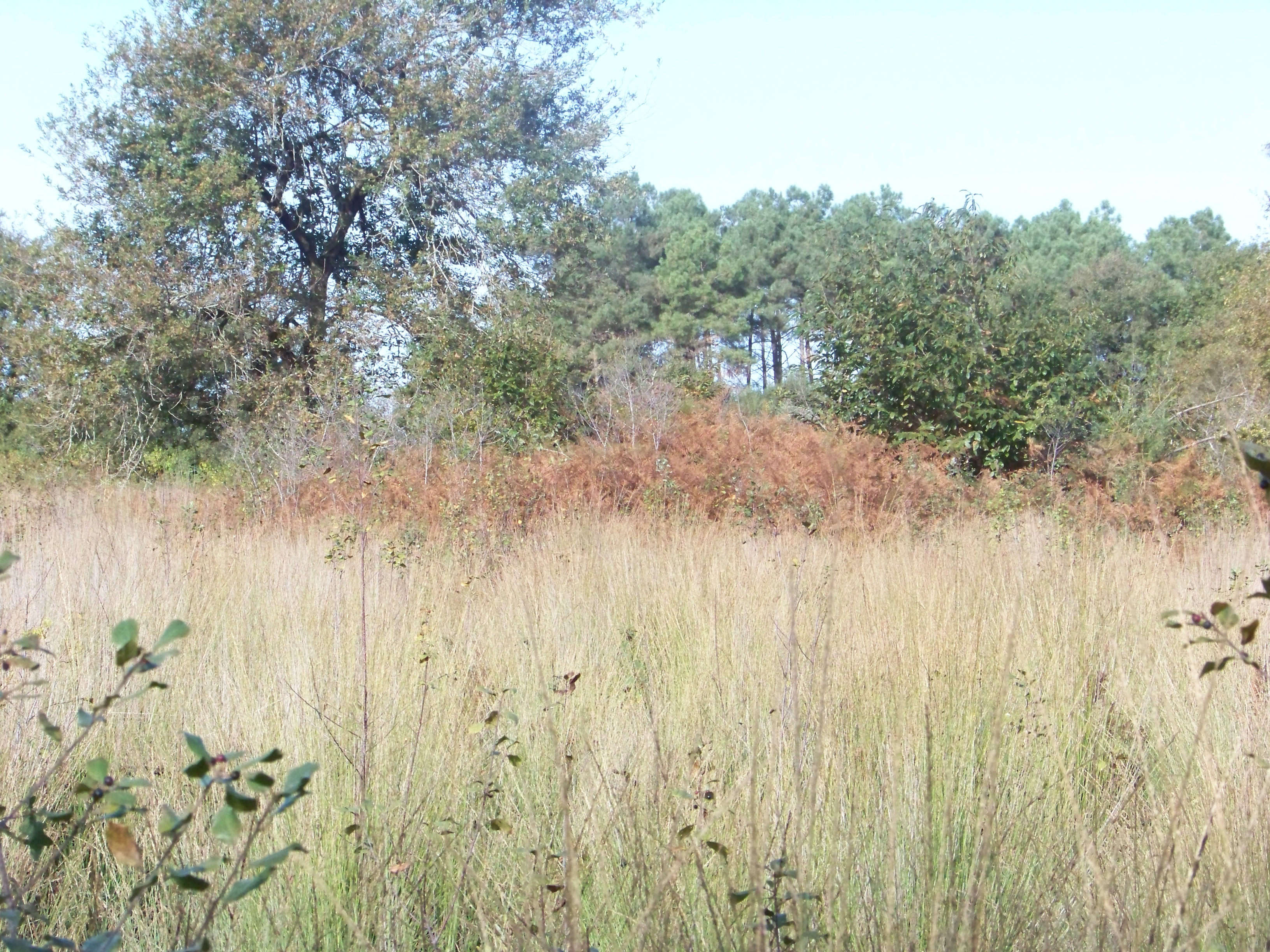
Antiker Grabhügel im Süden der Gemeinde

- Kirche Saint-Germain
- Antiker Grabhügel im Süden der Gemeinde